# For the Islands I Sing
For the Islands I Sing är en självbiografi av den skotske författaren och poeten George Mackay Brown. Den publicerades av det brittiska förlaget John Murray 1997, året efter George Mackay Browns död. Titeln kommer från den första versen i den första dikten i författarens första diktsamling The Storm från 1954 som lyder:
| ” | For the islands I sing and for a few friends; not to foster means or be midwife to ends. | „ |